# Semotrachia caupona
Semotrachia caupona är en snäckart som beskrevs av Alan Solem 1993. Semotrachia caupona ingår i släktet Semotrachia och familjen Camaenidae. Inga underarter finns listade i Catalogue of Life.